# Lawrence E. Imhoff

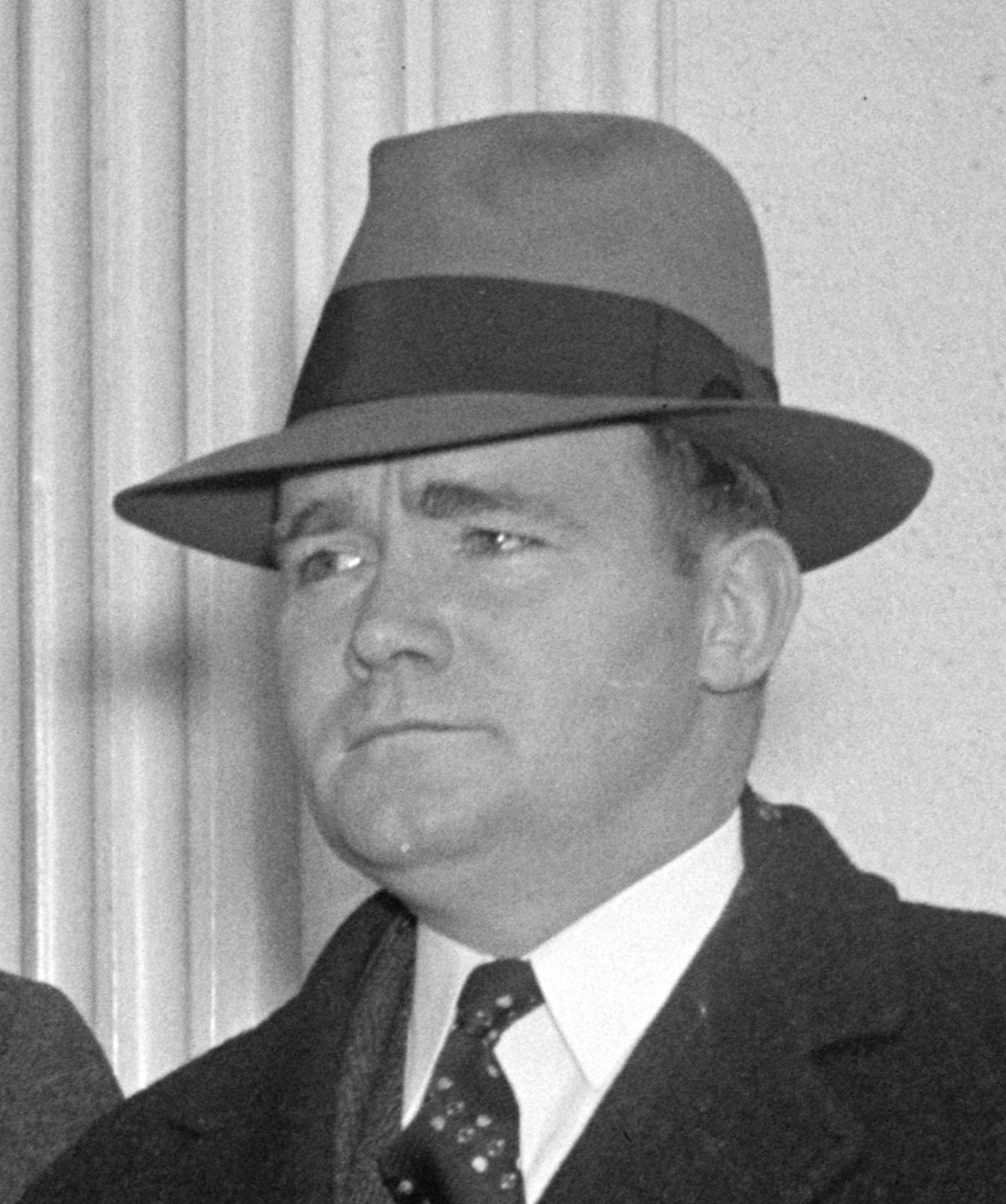
Lawrence E. Imhoff (1938)

Lawrence E. Imhoff (* 28. Dezember 1895 im Belmont County, Ohio; † 18. April 1988 in North Fort Myers, Florida) war ein US-amerikanischer Politiker der Demokratischen Partei. Vom 4. März 1933 bis zum 3. Januar 1939 und vom 3. Januar 1941 bis zum 3. Januar 1943 war er Mitglied des Repräsentantenhauses der Vereinigten Staaten für den 18. Kongressdistrikt des Bundesstaates Ohio.

## Biografie
Imhoff wurde 1895 im Belmont County in Ohio geboren. 1907 zog er nach St. Clairsville um. Dort besuchte er die High School. Während des Ersten Weltkrieges diente Imhoff vom 9. August 1917 bis zu seiner ehrenhaften Entlassung am 1. April 1919 im United States Marine Corps. Während dieser Zeit wurde er mit dem Purple Heart ausgezeichnet. Nach dem Ende des Krieges studierte er Jura an der Ohio State University. 1930 wurde er als Rechtsanwalt zugelassen.
1932 wurde Imhoff dann erstmals ins US-Repräsentantenhaus gewählt. Er vertrat dort den 18. Distrikt von Ohio. Seine zweimalige Wiederwahl gelang ihm. 1941 schied er wieder aus. 1939 und 1940 war er Spezialassistent des United States Attorney General. 1940 gelang ihm nochmals der Einzug ins House. Bereits 1942 wurde er aber wiederum von seinem Vorgänger und Nachfolger Earl R. Lewis geschlagen. Während des Zweiten Weltkrieges diente Imhoff in der US Navy Reserve.
Bis zu seinem Tod 1988 lebte Imhoff zurückgezogen in North Fort Myers. Dort wurde er auch beigesetzt.